# Павел Матушек
Павел Матушек (пол. Paweł Matuszek, 23 грудня 1972, Живець) — польський письменник-фантаст та журналіст, кілька років очолював редакцію журналу «Nowa Fantastyka».

## Біографія
Павел Матушек народився у місті Живець. Отримав освіту за спеціальністю філософія, а також організацію телевізійно-фільмового виробництва. У 2006—2010 роках Матушек був головним редактором науково-фантастичного журналу «Nowa Fantastyka». У 2010—2011 роках він очолював редакцію польського видання щоквартального журналу «Fantasy & Science Fiction», яке видавалось видавництвом «Powergraph». Публікував літературні рецензії та нариси у виданнях «Przekrój», «Życie Warszawy», «Ozon», «Aktiviście», «Newsweek» і «Fluidzie». Павел Матушек також був одним із суддів на першому оголошенні нагород Літературної премії імені Єжи Жулавського.
Перший власний літературний твір Павел Матушек опублікував у 2011 році, коли вийшшов друком його роман «Кам'яна темрява» (пол. Kamienna Ćma) . У 2016 році вийшов друком роман «Onikromos», а в 2022 році роман «Парабелла» (пол. Parabella). У 2023 році вийшов друком роман письменника «Зходження49» (пол. Zejście49). Також Павел Матушек опублікував низку фантастичних оповідань.